# Ed Stafford
Edward James Stafford conhecido como Ed Stafford (Peterborough, Inglaterra, 26 de dezembro de 1975) é um explorador inglês. Ele foi parar no Livro dos Recordes por ser o primeiro ser humano que percorreu o rio Amazonas inteiro andando pelas margens. Stafford possui um programa no canal Discovery Channel.

## Biografia
Ed Stafford nasceu em Peterborough, Inglaterra em 26 de dezembro de 1975 e foi adotado quando ainda era bebê. Ele se juntou ao exército britânico em 1998 e depois de completar uma turnê operacional na Irlanda do Norte em 2000 ele deixou o exército como capitão em 2002. Depois de sua exploração pela Amazônia em 2010, Ed começou a procurar seus pais biológicos com a ajuda de sua irmã Janie. Em 9 de agosto de 2010 ele se tornou o primeiro ser humano a percorrer na íntegra o rio Amazonas andando pelas margens. O fato foi documentado na série de televisão Walking the Amazon que foi ao ar em 2011. A expedição de Stafford começou em abril de 2008 com seu amigo Luke Collyer na costa sudoeste do Peru. Em 2011 o Guinness World Records reconheceu seu feito histórico e concedeu-lhe um lugar no livro. Assinou um contrato com a Discovery Communications em agosto de 2012, onde filmou um programa separado em três partes, no qual ele vai a uma ilha tropical e deserta tentar sobreviver por sessenta dias sem levar água nem comida. Seu programa Naked and Marooned começou a ser exibido na televisão em 2013. Atualmente Ed tem um programa no Discovery Channel chamado de Ed Stafford: Into The Unknown que já conta com duas temporadas.